# Manolátes
Manolátes, en grec moderne : Μανολάτες, est un village du dème de Sámos-Est, sur l'île de Sámos, en Grèce.
Selon le recensement de 2011, la population du village compte 131 habitants.